# Comuna Gârbou, Sălaj
Gârbou (în maghiară: Csákigorbó) este o comună în județul Sălaj, Transilvania, România, formată din satele Bezded, Călacea, Cernuc, Fabrica, Gârbou (reședința), Popteleac și Solomon.

## Istorie
Satele comunei sunt atestate documentar începând cu secolul al XIII-lea. Cele mai timpurii atestări documentare referitoare la comună amintesc de existența satelor Popteleac și Călacea în anii 1230 – poss. Popteleke, respectiv 1312 – Kalacha. Satele Bezded, Cernuc și Solomon sunt pomenite începând cu anul 1336, respectiv: Bezded – Bezdedteluk, Cernuc – Curnuk, Solomon – Salamonteluk. Localitatea Gârbou este atestată documentar în anul 1366, pe când Fabrică este o localitate mult mai tânără, aici existând între anii 1833–1848 o fabrică de zahăr de unde s-a păstrat și denumirea localității. Întreaga comună a fost o zonă agricolă importantă, localnicii având ca îndeletnicire de bază cultura plantelor, îndeosebi a cerealelor și creșterea animalelor. Gârboul a devenit un centru al intelectualității și al culturii românești din împrejurimi. Aici se întâlneau anual intelectuali din toată vecinătatea și se jucau piese de teatru românești puse în scenă de către învățători. În anul 1878 devine centru administrativ al plasei cu același nume, având judecătorie, bancă și alte instituții.

## Geografie
Situată în partea de est a județului Sălaj, comuna Gârbou se învecinează la nord cu comunele Cristolț și Surduc, la vest cu comuna Bălan, la sud cu comuna Hida și la nord-est cu comuna Zalha. Ca unitate administrativ-teritorială, comuna Gârbou se întinde pe o suprafață de 100,62 km², fiind una dintre cele mai mari din Sălaj.
Ca formă majoră a reliefului se înscrie relieful colinar, format din dealuri prelungi, care doar sporadic depășesc înălțimea de 530 m și care constituie interfluvii între văile care drenează suprafața comunei. Cel mai extins, atât ca lungime, cât și ca lățime, este interfluviul care se desfășoară între Valea Călăcii și cea a Cernucului, pe o distanță de 8 km, începând din Dealul Ambreușului până în Valea Cornilor, acolo unde cele două pârâiașe confluează formând Valea Gârboului, după ce, în prealabil, Valea Călăcii colectează în aval de localitatea Poteleac Valea Ungurului.

## Demografie
Componența etnică a comunei Gârbou
     Români (86,29%)
     Romi (6,26%)
     Alte etnii (7,45%)
Componența confesională a comunei Gârbou
     Ortodocși (86,29%)
     Penticostali (4,89%)
     Alte religii (1,48%)
     Necunoscută (7,34%)
Conform recensământului efectuat în 2021, populația comunei Gârbou se ridică la 1.758 de locuitori, în scădere față de recensământul anterior din 2011, când fuseseră înregistrați 2.044 de locuitori. Majoritatea locuitorilor sunt români (86,29%), cu o minoritate de romi (6,26%). Din punct de vedere confesional, majoritatea locuitorilor sunt ortodocși (86,29%), cu o minoritate de penticostali (4,89%), iar pentru 7,34% nu se cunoaște apartenența confesională.

## Politică și administrație
Comuna Gârbou este administrată de un primar și un consiliu local compus din 11 consilieri. Primarul, Gheorghe-Dorin Tripon[*], de la Partidul Social Democrat, este în funcție din 1 noiembrie 2024. Începând cu alegerile locale din 2024, consiliul local are următoarea componență pe partide politice:
|  | Partid                          | Consilieri | Componența Consiliului | Componența Consiliului | Componența Consiliului | Componența Consiliului | Componența Consiliului | Componența Consiliului |
|  | ------------------------------- | ---------- | ---------------------- | ---------------------- | ---------------------- | ---------------------- | ---------------------- | ---------------------- |
|  | Partidul Social Democrat        | 6          |                        |                        |                        |                        |                        |                        |
|  | Partidul Național Liberal       | 4          |                        |                        |                        |                        |                        |                        |
|  | Alianța pentru Unirea Românilor | 1          |                        |                        |                        |                        |                        |                        |

## Obiective turistice
- Situl arheologic de la Bezded
- Biserica ortodoxă „Sf. Treime” din Gârbou, construită în 1905[10]
- Castelul Haller din Gârbou
- Judecătoria din Gârbou, astăzi Școala Gimnazială Nr. 1
- Biserica de lemn din Solomon

## Personalități născute aici
- Alexandru Papiu-Ilarian (1827 - 1877), ministru român din Transilvania, unul din principalii organizatori ai revoluției de la 1848, membru titular al Academiei Române din anul 1868.
- Ion Aluaș (1927-1994) , filosof, sociolog, antropolog, autor de cercetări sociologice monografice de teren asupra Munților Apuseni, Țării Oașului, comunei Gârbou ( studiu neoficializat) în cadrul Universității Babeș-Bolyai